# Lista de exoplanetas descobertos antes de 2000
Esta é uma lista de exoplanetas descobertos antes de 2000.
Para exoplanetas detectados apenas pela velocidade radial, o valor da massa é na verdade um limite inferior. (Consulte a massa mínima para obter mais informações)
| Nome                   | Massa (MJ) | Raio (RJ) | Período (dais) | Semieixo maior (AU) | Temp. (K) | Método de descoberta | Ano da descoberta | Distância (ly) | Massa da estrela-mãe (M☉) | Temperatura da estrela-mãe (K) | Observações |
| ---------------------- | ---------- | --------- | -------------- | ------------------- | --------- | -------------------- | ----------------- | -------------- | ------------------------- | ------------------------------ | --- |
| 16 Cygni Bb            | 2.38       |           | 799.5          | 1.66                |           | Vel. radial          | 1996              | 68.99          | 1.04                      | 5750                           | |
| 23 Librae b            | 1.61       |           | 258.18         | 0.81                |           | Vel. radial          | 1999              | 85.46          | 1.07                      | 5736                           | |
| 47 Ursae Majoris b     | 2.53       |           | 1078           | 2.1                 |           | Vel. radial          | 1996              | 45.02          | 1.08                      | 5892                           | Nome próprio Taphao Thong |
| 51 Pegasi b            | 0.46       |           | 4.230785       | 0.0527              |           | Vel. radial          | 1995              | 50.45          | 1.12                      | 5793                           | Nome próprio Dimidium; anteriormente denominado informalmente como Bellerophon. Primeiro exoplaneta descoberto orbitando uma estrela da sequência principal. |
| 55 Cancri b            | 0.8306     |           | 14.65152       | 0.115227            | 700       | Vel. radial          | 1996              | 41.06          | 0.905                     | 5196                           | Nome próprio Galileo |
| 70 Virginis b          | 7.49       |           | 116.688        | 0.481               |           | Vel. radial          | 1996              | 58.42          | 1.09                      | 5495                           | |
| 109 Piscium b          | 6.383      |           | 1075.69        | 2.14                |           | Vel. radial          | 1999              | 108.1          | 1.11                      | 5600                           | |
| Gamma Cephei Ab        | 1.85       |           | 903.3          | 2.05                |           | Vel. radial          | 1988              | 44.16          | 1.4                       | 4744                           | Nome próprio Tadmor |
| Gliese 86 b            | 4.42       |           | 15.76491       | 0.11                |           | Vel. radial          | 1999              | 35.18          | 0.83                      | 5182                           | |
| Gliese 876 b           | 2.2756     |           | 61.1166        | 0.208317            |           | Vel. radial          | 1998              | 15.25          | 0.32                      | 3129                           | |
| HD 75289 b             | 0.49       |           | 3.50927        | 0.05                | 1260      | Vel. radial          | 1999              | 95.05          | 1.29                      | 6117                           | |
| HD 89744 b             | 8.35       |           | 256.78         | 0.917               |           | Vel. radial          | 1999              | 126.2          | 1.86                      | 6291                           | |
| HD 130322 b            | 1.15       |           | 10.70871       | 0.0925              | 720       | Vel. radial          | 1999              | 104.1          | 0.92                      | 5387                           | Nome próprio Eiger |
| HD 168443 b            | 7.659      |           | 58.11247       | 0.2931              |           | Vel. radial          | 1998              | 129.4          | 0.995                     | 5491                           | |
| HD 177830 b            | 1.69       |           | 410.1          | 1.14                |           | Vel. radial          | 1999              | 205.1          | 1.70                      | 4901                           | |
| HD 187123 b            | 0.523      |           | 3.0965828      | 0.0426              |           | Vel. radial          | 1998              | 150.1          | 1.0                       | 5830                           | |
| HD 192263 b            | 0.56       |           | 24.3556        | 0.15                | 486       | Vel. radial          | 1999              | 64.08          | 0.66                      | 4976                           | Nome próprio Beirut |
| HD 195019 b            | 3.98       |           | 18.20132       | 0.14                |           | Vel. radial          | 1998              | 123            | 1.21                      | 5751                           | |
| HD 209458 b            | 0.73       | 1.39      | 3.52474859     | 0.04707             | 1459      | Vel. radial          | 1999              | 157.8          | 1.23                      | 6091                           | Com nome informal de Osiris |
| HD 210277 b            | 1.29       |           | 442.19         | 1.13                |           | Vel. radial          | 1998              | 69.51          | 1.01                      | 5538                           | |
| HD 217107 b            | 1.30       |           | 7.12682        | 0.08                |           | Vel. radial          | 1998              | 65.47          | 1.00                      | 5622                           | |
| HD 222582 b            | 8.37       | ~1.12     | 572.38         | 1.34                |           | Vel. radial          | 1999              | 137.7          | 1.12                      | 5790                           | |
| Iota Horologii b       | 2.27       |           | 302.8          | 0.92                |           | Vel. radial          | 1999              | 56.51          | 1.25                      | 6167                           | |
| PSR B1257+12 b         | 0.000063   |           | 25.262         | 0.19                |           | Tempo                | 1994              | ~2000          | 1.4                       |                                | Nome próprio Draugr. Exoplaneta menos massivo conhecido. |
| PSR B1257+12 c         | 0.014      |           | 66.5419        | 0.36                |           | Tempo                | 1992              | ~2000          | 1.4                       |                                | Nome próprio Poltergeist |
| PSR B1257+12 d         | 0.012      | 0.13      | 98.2114        | 0.46                |           | Tempo                | 1992              | ~2000          | 1.4                       |                                | Nome próprio Phobetor |
| PSR B1620-26 b         | 2.5        |           |                | 23.0                |           | Tempo                | 1993              | 12400          | 1.35                      |                                | Com nome informal de Methuselah. Exoplaneta mais antigo conhecido                                                                                            |
| Rho Coronae Borealis b | 1.045      |           | 39.8458        | 0.2196              | 614       | Vel. radial          | 1997              | 57.0           | 0.889                     | 5627                           | Controverso |
| Tau Boötis b           | 5.95       |           | 3.3124568      | 0.049               |           | Vel. radial          | 1996              | 51.07          | 1.34                      | 6400                           | |
| Upsilon Andromedae b   | 0.6876     | ~1.8      | 4.617033       | 0.059222            |           | Vel. radial          | 1996              | 43.74          | 1.3                       | 6183                           | Nome próprio Saffar |
| Upsilon Andromedae c   | 1.981      |           | 241.258        | 0.827774            |           | Vel. radial          | 1999              | 43.74          | 1.3                       | 6183                           | Nome próprio Samh |
| Upsilon Andromedae d   | 4.132      | ~1.02     | 1276.46        | 2.51329             |           | Vel. radial          | 1999              | 43.74          | 1.3                       | 6183                           | Nome próprio Majriti |

## Corpo celeste anteriormente considerado candidato
HD 114762 b já foi considerado o primeiro exoplaneta descoberto. Encontrado em 1989 por uma equipe liderada por David Latham, agora é conhecida por ser uma estrela anã vermelha.

## Listas específicas de exoplanetas
- Listas de exoplanetas
- Lista de exoplanetas descobertos antes de 2000 (32)
- Lista de exoplanetas descobertos entre 2000-2009 (379)
- Lista de exoplanetas descobertos em 2010 (109)
- Lista de exoplanetas descobertos em 2011 (179)
- Lista de exoplanetas descobertos em 2012 (149)
- Lista de exoplanetas descobertos em 2013 (151)
- Lista de exoplanetas descobertos em 2014 (878)
- Lista de exoplanetas descobertos em 2015 (151)
- Lista de exoplanetas descobertos em 2016 (1.513)
- Lista de exoplanetas descobertos em 2017 (158)
- Lista de exoplanetas descobertos em 2018 (306)
- Lista de exoplanetas descobertos em 2019 (172)
- Lista de exoplanetas descobertos em 2020 (264)
- Lista de exoplanetas descobertos em 2021 (242)
- Lista de exoplanetas descobertos em 2022 (314)
- Lista de exoplanetas descobertos em 2023 (75)
- Lista de exoplanetas potencialmente habitáveis
- Lista de nomes próprios de exoplanetas
- Lista de sistemas multiplanetários
- Lista dos primeiros exoplanetas
- Lista de exoplanetas extremos
- Lista de exoplanetas descobertos usando a sonda Kepler
- Lista de exoplanetas observados durante a missão K2 do Kepler
- Lista de candidatos de exoplanetas para água líquida
- Lista dos exoplanetas mais próximos
- Lista de candidatos a exoplaneta terrestres mais próximos
- Lista de exoplanetas em trânsito